# Blăjel, Sibiu
Blăjel (în maghiară Balázstelke, Felsőbalázstelke, Balástelke, în latină Villa Blasii, în germană Kleinblasendorf, în dialectul săsesc Bluesenderf) este satul de reședință al comunei cu același nume din județul Sibiu, Transilvania, România. Blăjelul este atestat documentar din anul 1339.

## Istoric
Până la desființarea județelor de către autoritățile comuniste în anul 1950 a făcut parte din județul Târnava Mică, plasa Diciosânmartin.
În anul 1713 a fost construită actuala școală din Blăjel, care inițial a fost un conac.

## Demografie
La recensământul din 1930 au fost înregistrați 2.027 locuitori, dintre care 1.354 români, 296 germani, 188 maghiari, 183 țigani ș.a. Sub aspect confesional populația era alcătuită din 976 ortodocși, 535 greco-catolici, 296 luterani, 163 calvini, 32 unitarieni, 21 romano-catolici ș.a.

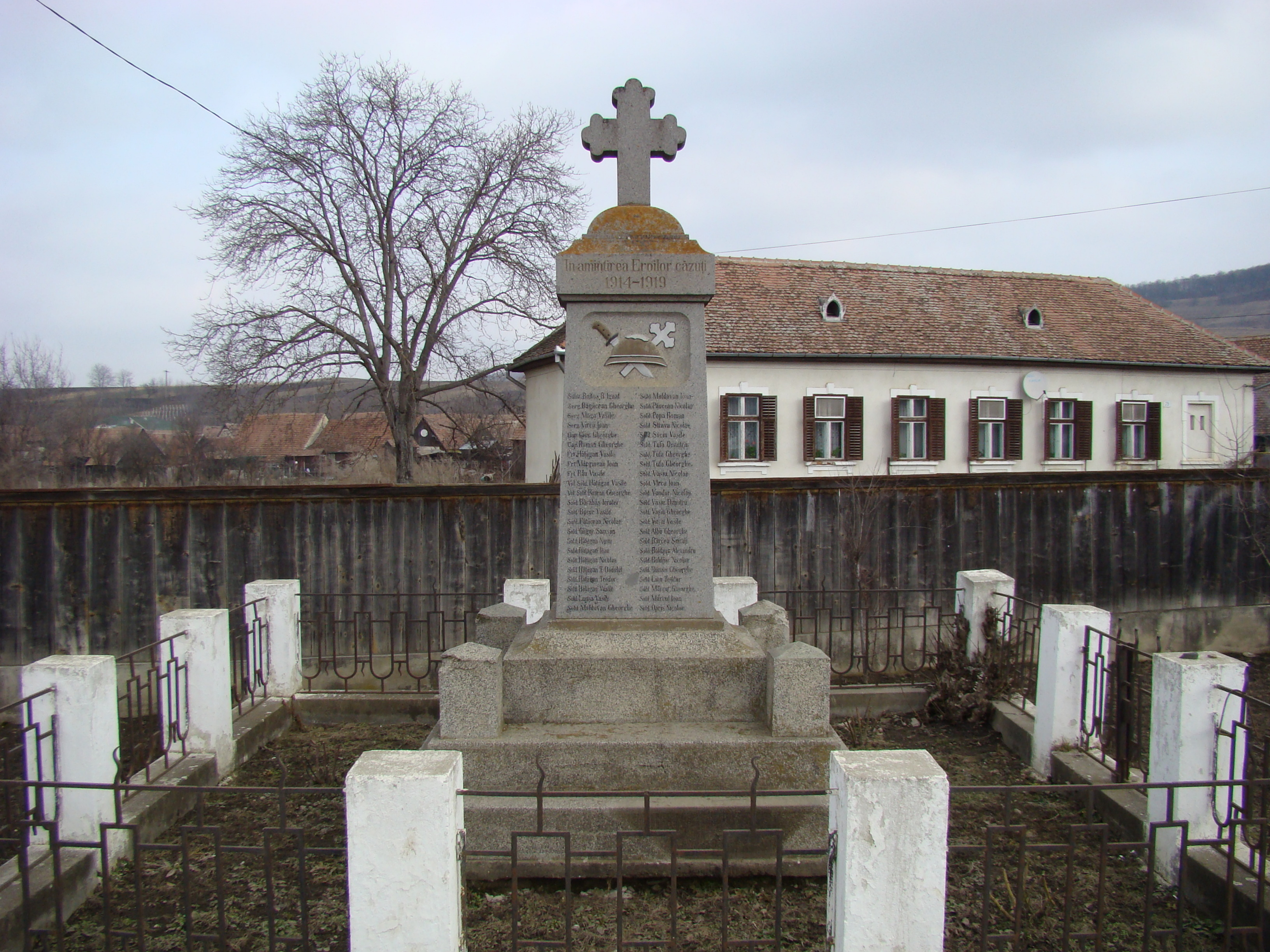
Monumentul Eroilor Români din Primul Război Mondial

## Obiectiv memorial
Monumentul Eroilor Români din Primul Război Mondial. Monumentul este amplasat în strada Tudor Vladimirescu nr.62. Obeliscul a fost ridicat în anul 1939 în memoria eroilor români din comuna Blăjel căzuți în Primul Război Mondial și este realizat din beton, având o înălțime de 1,5 m. Acesta este împrejmuit cu un gard metalic. Pe latura frontală a acestuia sunt inscripționate cuvintele: „ÎN AMINTIREA EROILOR CĂZUȚI“, precum și numele a 46 de eroi români, morți în Primul Război Mondial.

## Legături externe

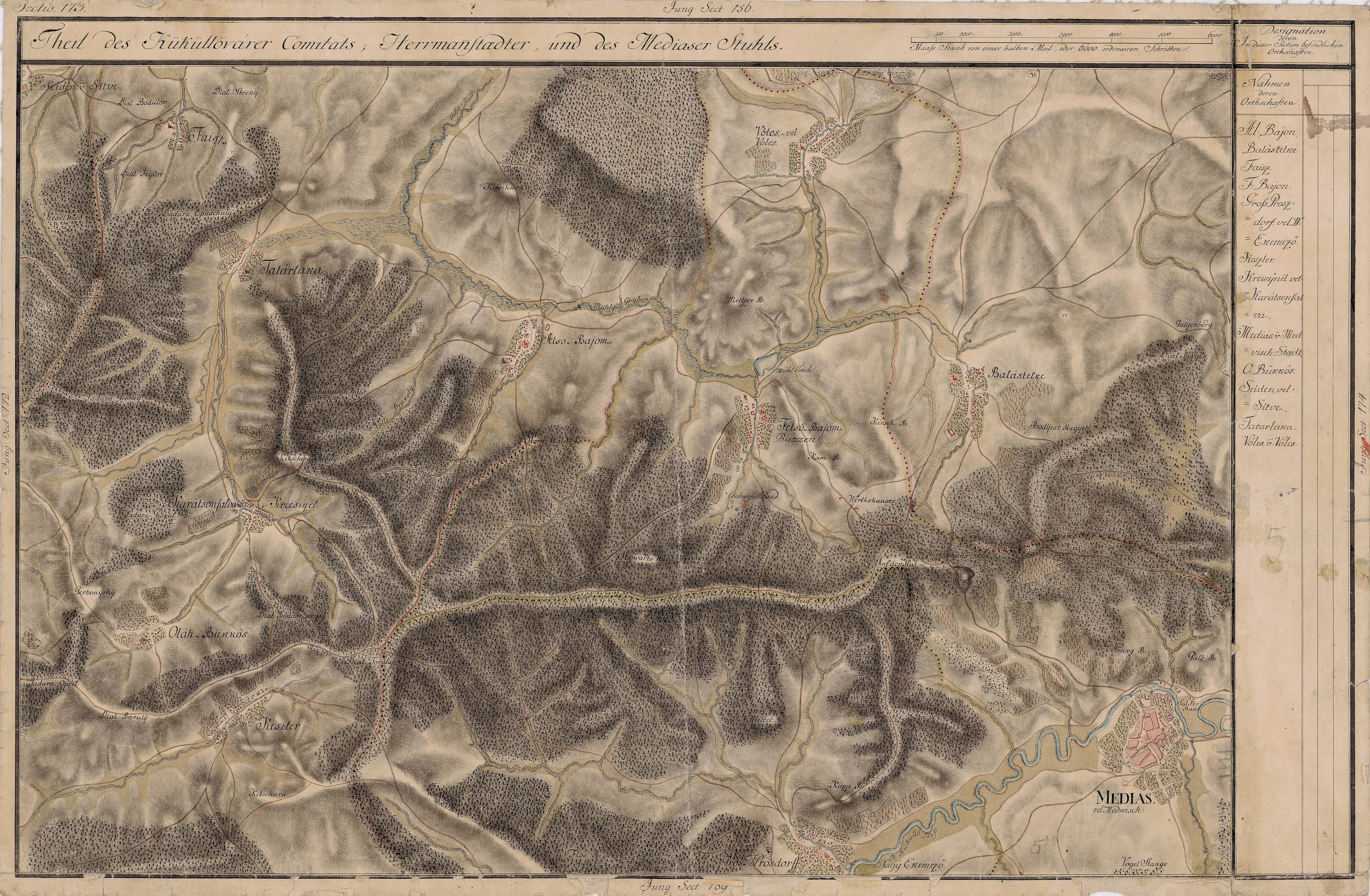
Blăjel în Harta Iosefină a Transilvaniei, 1769-1773